# 승문원
승문원(承文院)은 조선 왕조 시대에, 외교에 관한 문서를 맡은 관청이다. 괴원(槐院)이라고도 불린다.
자천제라는 승문원 참하관원의 인사관행이 확고히 자리잡았음을 알 수 있다. 승문원의 관원도 모두 문관으로만 임명하였다. 승문원 교리는 승문원에서 외교문서 작성과 검토에 관한 일을 맡아 보았다. 지금의 외교부에 해당한다.

## 구성
| 품계  | 관직       | 정원 | 비고 |
| ----- | ---------- | ---- | ---- |
| 정3품 | 판교       | 1명  |      |
| 종3품 | 참교       | 1명  |      |
| 종4품 | 교감       | 1명  |      |
| 종5품 | 교리       | 2명  |      |
| 정6품 | 교검(校檢) | 2명  |      |
| 정7품 | 박사       | 2명  |      |
| 정8품 | 저작       | 2명  |      |
| 정9품 | 정자       | 2명  |      |
| 종9품 | 부정자     | 2명  |      |